# ROKS Duk Soo (ARL-1)
ROKS Duk Soo (ARL-1) là một tàu phụ trợ lớp Achelous" thuộc biên chế Hải quân Hàn Quốc.
Tàu nguyên là USS Minotaur (ARL-15) là một trong được đóng mới cho Hải quân Hoa Kỳ trong giai đoạn chiến tranh thế giới thứ hai. Tên gọi bắt nguồn từ Minotaur là một quái vật nửa người nửa bò trong thần thoại Hy Lạp, đây là tàu hải quân duy nhất của Hoa Kỳ mang tên này.
Ban đầu được đặt tên là "LST-645" bởi Công ty Sắt & Cầu Chicago ở Seneca, Illinois ngày 20 tháng 6 năm 1944; được đặt tên lại "ARL-15" vào ngày 14 tháng 8 năm 1944; ra mắt ngày 20 tháng 9 năm 1944; lễ nhập biên chế vào 30 tháng 9 tại Mobile, Alabama; và được nhập biên chế lại như USS Minotaur (ARL 15) vào ngày 26 tháng 2 năm 1945 với thuyền trưởng đầu tiên trung úy Joseph H. Church.

### Phục vụ
Trong Chiến tranh Triều Tiên, Minotaur được tái biên chế vào ngày 14 tháng 6 năm 1951 với Tư lệnh D. Garrett. Được giao cho Hải đội 8 và được chuyển đến Charleston, Nam Carolina, trong bốn năm tiếp theo, tàu đã sửa chữa các vết mìn trên tàu các tàu tuần tra. Tàu đã thăm viếng Panama và Yorktown, Virginia và duy trì sự sẵn sàng trên biển trong thời gian tập huấn tại khu vực hoạt động Vịnh Chesapeake. "Minotaur" đã khởi hành chuyến hải trình xa trên biển chỉ một lần trong một chuyến đi ngắn ở Caribbean vào đầu năm 1953 trước khi được đưa vào hoạt động nước ngoài trong Chương trình Hỗ trợ Quân sự hai năm sau đó.
Tại New York ngày 3 tháng 10 năm 1955, "Minotaur" đã ngừng hoạt động và được mượn cho Hàn Quốc, nơi nó phục vụ cho tàu ngầm ROKS Duk Soo (ARL 1). Khi được ngừng hoạt động, Thuyền trưởng cuối cùng là Trung Tá E. A. McCammond. Tàu vẫn phục vụ Hải quân Hàn Quốc.